# کنچیتا سوپربیا
کُنچیتا سوپربیا (اسپانیایی: Conchita Supervía‎؛ ۸ دسامبر ۱۸۹۵ – ۳۰ مارس ۱۹۳۶) یک خواننده مشهور متزو سوپرانو اپرا اهل اسپانیا بود.
او دانش‌آموختهٔ «هنرستان موسیقی لیسِئو» در رشته خوانندگی بود و نخستین اجرایش را در سن ۱۵ سالگی، در سالن مشهور اپرای «تئاترو کولون» در بوئنوس آیرس و در اپرایی اثرِ «سِزار اِستیاتسی» انجام داد و بعدها، اجراهای فراوانی در مراکز و سالن‌های مشهور اپرا در قارهٔ اروپا و آمریکا داشت.
او صدایی «زیر» و «منعطف» داشت و می‌توانست از پسِ اجرایِ پاساژهای دشوار و پیچیده برآید. برخی از منتقدان از لرزش صدای او ایراداتی گرفته‌اند، اما آنانی که اجراهای زنده او را دیده بودند، معتقدند که این لرزش‌ها، تنها در صفحات ضبط‌شده از صدای او شنیده می‌شود و در اجراهای زنده در صحنه، وجود نداشت که ناشی از محدودیت‌های فناوریِ ضبطِ صدا در آن دوران بود. از او بیش از ۲۰۰ اثر ضبط شده باقی‌مانده است.
کُنچیتا سوپربیا در ۳۰ مارس ۱۹۳۶، چند ساعت پس از انجام یک زایمانِ ناموفق و به‌دنیا آوردنِ یک نوزاد مُرده، درگذشت. او را به همراه جنین دخترش، در «آرامگاه یهودیان ویلسدن»، در مقبره‌ای که توسط «سِر اِدوین لَندسیر لات‌یــِنز» (آرشیتکت برجستهٔ انگلیسی) طراحی شده بود، به خاک‌سپردند. این مقبره در سال ۲۰۰۶ و توسط عده‌ای از دوستدارانش، مرمت و بازسازی شد.